# むち (楽器)

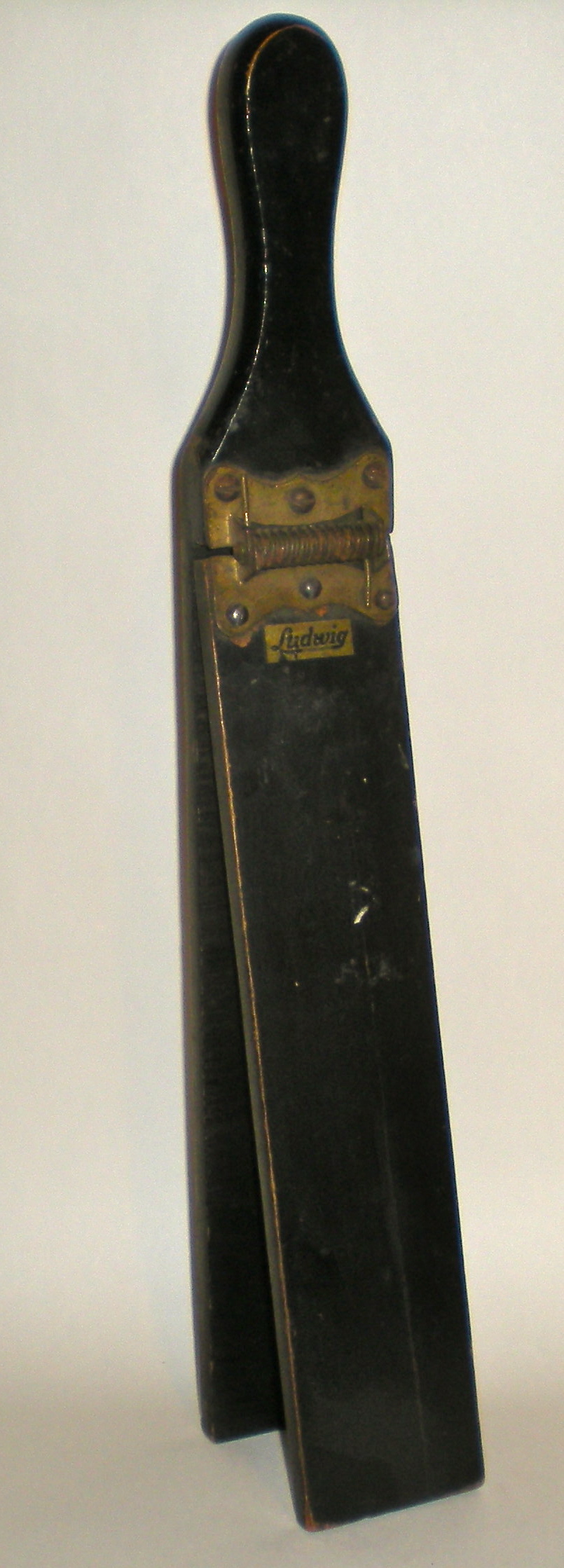
むち

むちは、鞭の打つ音や鞭を振る音を効果音的に発する楽器のことである。打楽器（体鳴楽器）に分類される。
- 英：slapstick, whip
- 独：Peitsche
- 仏：fouet
- 伊：flagello, frusta

一般には、2枚の細長い木板の一端を蝶番で留め、それを閉じることによって鋭い音を発する。これをwhipとも呼ぶ。また、この構造のため、ドイツ語ではHolzklapperとも呼ぶ。
なお、日本語に「むち」と訳される楽器には、ドイツ語でRuteと呼ばれる楽器もある。これについてはルーテを参照のこと。

## 主な使用楽曲
- モーリス・ラヴェル：ピアノ協奏曲

冒頭の一撃で用いられる。
- ベンジャミン・ブリテン：青少年のための管弦楽入門
- グスタフ・マーラー：交響曲第5番、交響曲第6番
- ドミートリイ・ショスタコーヴィチ：交響曲第13番、交響曲第14番、交響曲第15番
- クシシュトフ・ペンデレツキ：交響曲第1番

冒頭にゆっくりとしたパルスでリズムを刻む長いソロがある。
- 湯浅譲二：クロノプラスティク スタシスとキネシスの間で

5人の奏者のうち3人がスラップスティックを、2人が革製の鞭を鳴らし、両者の音色が対比される特徴的な打楽器群ソロがある。
- ヤニス・クセナキス：テレテクトール

88人の管弦楽奏者が観客席にランダムに散らばって演奏する曲で、自分の楽器の他に鞭やウッドブロックを大勢で乱れ打ちに演奏する。
同じ作曲家の同趣旨の曲に『ノモス・ガンマ』があるが、こちらは鞭などの打楽器持ち替えは無い。
- 芥川也寸志：『赤穂浪士』テーマ曲

鞭の音が特徴的な音として何度も扱われる。
- ルロイ・アンダーソン：そりすべり